# Kismartonváralja
Kismartonváralja (németül: Eisenstadt-Schlossgrund) Kismarton településrésze, egykor önálló község Ausztriában, Burgenland tartományban.

## Fekvése
A mai Kismartonon belül az Esterházy-kastélyt, az előtte lévő teret és közvetlen környékét magában foglaló terület.

## Története
A település története szorosan kötődik a kastély történetéhez. A mai kastély helyén a Kanizsai család épített először várat, 1388 és 1392 között. A hagyomány szerint ennek a várnak az erős falairól kezdték a németek előbb a várat, majd a közeli települést is „Eherne” vagy „Eiserne” (azaz vasból való) néven hívni. 1464-ben Mátyás király lemondott róla III. Frigyes császár javára a korona fejében. Frigyes a várat és a várost az akkor Ausztriában virágzó Szent György-rend lovagjainak ajándékozta. 1482-ben Mátyás haddal foglalta vissza, majd 1490-ben I. Miksa német-római császár ismét elfoglalta, és csak 1622-ben került vissza Magyarországhoz. Közben osztrák nemes családok zálogbirtoka volt. 1622-ben Fraknó várával együtt császári adományként Eszterházy Miklós kapta meg. Ezután több mint 300 évig a család birtoka volt.
Az ósdi középkori vár átalakítását Esterházy Pál kezdte meg, az 1660-as években. A gróf azzal bízta meg a kor legjobb olasz építészmestereit, hogy formálják át az erődítményt főúrhoz méltó barokk rezidenciává. Az építést irányító Carlo Martino Carlone teljes egészében eltávolította a régi körfalat, óriási termeket alakított ki a falak között és egységesítette a kastély homlokzati képét. Ekkor készült el a kastély alatt futó pincerendszer is. A szerkezeti átalakításon felül a kastély belsejét is a kor legfinomabb ízlésének megfelelően rendezték be, az épület egészét pedig Andrea Bertinalli stukkóival díszíttették.
1683-ban a Bécs ostromára vonuló török sereg feldúlta. 1704-ben falai alatt szenvedett vereséget Károlyi Sándor kuruc serege a császáriaktól. 1713-ban pestisjárvány dúlt, melynek számos lakos esett áldozatul, köztük Esterházy Pál herceg is. 1761-ben lett Joseph Haydn az Eszterházyak udvari zenekarának vezető helyettese. Ideérkezése Kismartont az európai zenekultúra egyik központjává tette.
A tizennyolcadik században új melléképületekkel gazdagodott az uradalom, a meglévőket pedig a francia Charles Moreau-val, a forradalmi klasszicizmus legelismertebb építészével varázsolták újjá. A kor divatjának megfelelően betemették az egykori vízivár régóta kiszáradt árkát. A nagyszabású tervek között szerepelt egy színház is, amely azonban a francia megszállás miatt nem kerülhetett megvalósításra. A napóleoni háborúk miatt az 1800-as évek elején csupán a kastély négy tornyát tették még egységesebbé, valamint megépült egy oszlopcsarnok is a híres Haydn-terem előtt.

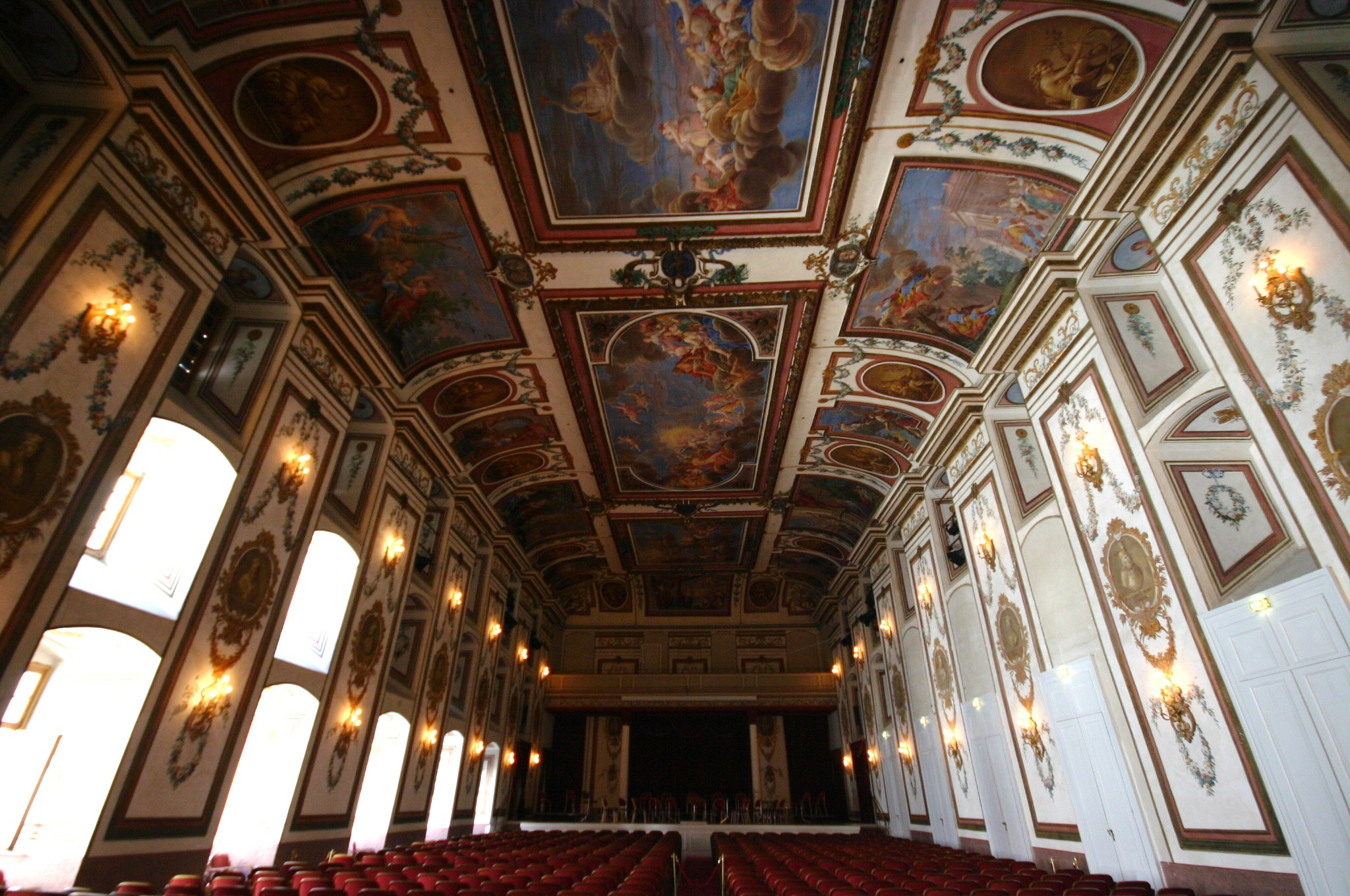
A kastély Haydn-terme

Vályi András a 18. század végén így ír a pompás kastélyról: „A’ mi pedig a’ Várost is nagyon díszesítő Hertzegi pompás Várat illeti, ide a’ felső kaputól esik a’ menetel, ’s tsínos sántzal vésetett körűl. Ékesíti piatza a’ Hertzegi őr álló ház, a’ Szent Háromságnak képe, az úgró kút, és a’ Hertzegi Vendégfogadó. Maga a’ Vár négy szegeletre épűlt, ’s mindenik tsínos rézzel fedett tornyokkal díszesíttetett, ’s ezeken kivűl két kisebb bádoggal fedezett tornyocskákkal. Az első toronyban egy 175 mázsát nyomó nagy hraang van, a’ másodikban a’ kisebb harangok, a’ harmadikban pedig a’ harang muzsika, melly minden óra után hallatszik, a’ negyedikben pedig egy víz tartó alkotmány, mellyhez az előtt drága halak tartattak, most pedig a’ két úgró kútakra szolgál vize, ’s a’ nagy Zálába. A’ tornyok között lévő fedezeten sétáló hely vagyon készítve, mellyről felette kies ellátás esik. Déli kapuja felett pedig e’ Várnak ezeket olvashatni: CoMES PAVLVS ESZTERHÁZ II. DE FRAKNO: CoMES VRSVLA ESZTERHÁZ II. DE FRAKNO”
„Nagyon ékesíti e’ Várnak Béts felé álló részét a’ Magyar Királyoknak márványból mesterségesen faragott díszes képeik, és az álsóbb ablakok között lévő egész Hertzegi ház Eleinek metszett képeik. Első ezek között észak felől Eörsnek képe, azután következik Esztorás Pál Vezérnek képe, a’ ki 1469dikben kereszteltetett meg, ’s élt 117 esztendeig, választott mondása vala: Ubi victoria, ibi gloria; azután van Esztorás Lajosnak képe, a’ ki Pálnak fia vala, és Béla ’s SALAMON Királyoknak uralkodások alatt híres Vitéz vólt, meg hólt 1070dikben, majd Esztorás Miklósnak képe, választott mondása vala: Ubi honos, ibi onus. Ezután balra 376balra, a’ harmadik ablaknál Eörs Demeternek vólt Temesvári Bánnak képe, jobbra pedig Esztorás Imrének képe, v. m. vólt: Tuiis invigiles. Azután van Esztorás Mátyásnak képe, majd Esztorás Györgyé, meg hólt MCCXGVI. V. m. vólt: Ubi clara incendia, ibi lumen. Azután van Galantai Esztorás Miklósnak képe, majd Esztorás Istváné, a’ ki a’ Mohátsi veszedelemkor hólt meg MDXXVI. V. m. vólt: Ubi lumen, transeant tenebre. A’ hatodik ablaknál van Galantai Esztorás Mártonnak, majd Benedeknek képeik, választott mondások vala: Virtute sue emineas. A’ hetedik ablaknál vannak balra Esztorás Ferentznek, és Istvánnak képeik, ez Keresztesnél vitézűl hadakozván, meg hólt 1595dikben v. m. vólt: Legibus solutus, lege vivat, és Suum cuique pulchrum. A’ nyoltzadik ablaknál látszanak Esztorás Gábornak, és Dániel vólt Királyi Tanátsosoknak képeik v. m. vólt: Vivit post funera virtus. A’ kilentzedik ablakban Esztórás Pál vólt Generálisnak, és Esztorás Farkasnak képeik vagynak, a’ tizedikben pedig Esztorás Ferentznek, vólt Gyarmati Fő Kapitánynak képe látszatik, a’ ki Vezekénynél az Ozmanok ellen vitézűl hadakozván meg hólt 1652- és Esztorás Jánosnak képe, a’ ki V. Generális vólt 1653. v. m. vólt: Concordia hello potior. A’ tizenegyedik ablaknál Esztorás Tamásnak, és Zsigmondnak képeik vagynak, a’ ki Verebélyi Fő Kapitány vólt; v. m. vala; Uhique prospicit. A’ tizenkettődiknél szemléltetnek Esztorás Gáspárnak, és Györgynek képeik, a’ ki Párkánynál hólt meg 1663. v. m. vólt, Castis subveniunt casta. A’ tizen harmadiknál vagynak Esztorás Sándornak, és Gáspárnak képeik, v. m. vólt: Sceptra gladio sunt praeferenda. A’ tizennegyediknél vannak balra Esztorás Dánielnek, és jobbra Esztorás Lászlónak, Fraknói örökös Grófnak képeik: v. m. vólt: Anchora jacta succedunt. A’ tizenötödiknél Hertzeg Eszterházy Pál fiának Miklósnak vólt Tinniai Püspöknek, és Esztergomi Kanonoknak képe 1672. és Lászlónak Magyar Ország Nádor Ispánjának, és fiának, vólt Rátóti Prépostnak, ’s Posonyi Káptalanbéli Úrnak képeik 1680. v. m. vólt: Timore, quoque Dominum cole.
A’ tizenhatodik ablaknál van balra Eszterházy Mihálynak 1692. és jobbra Eszterházy Gábornak, H. Eszterházy Pál fiainak, Szala, és Somogy Vármegyék Fő Ispánnyának képe 1693. v. m. vólt: Pietas ad omnia utilis ’s a’ t.”

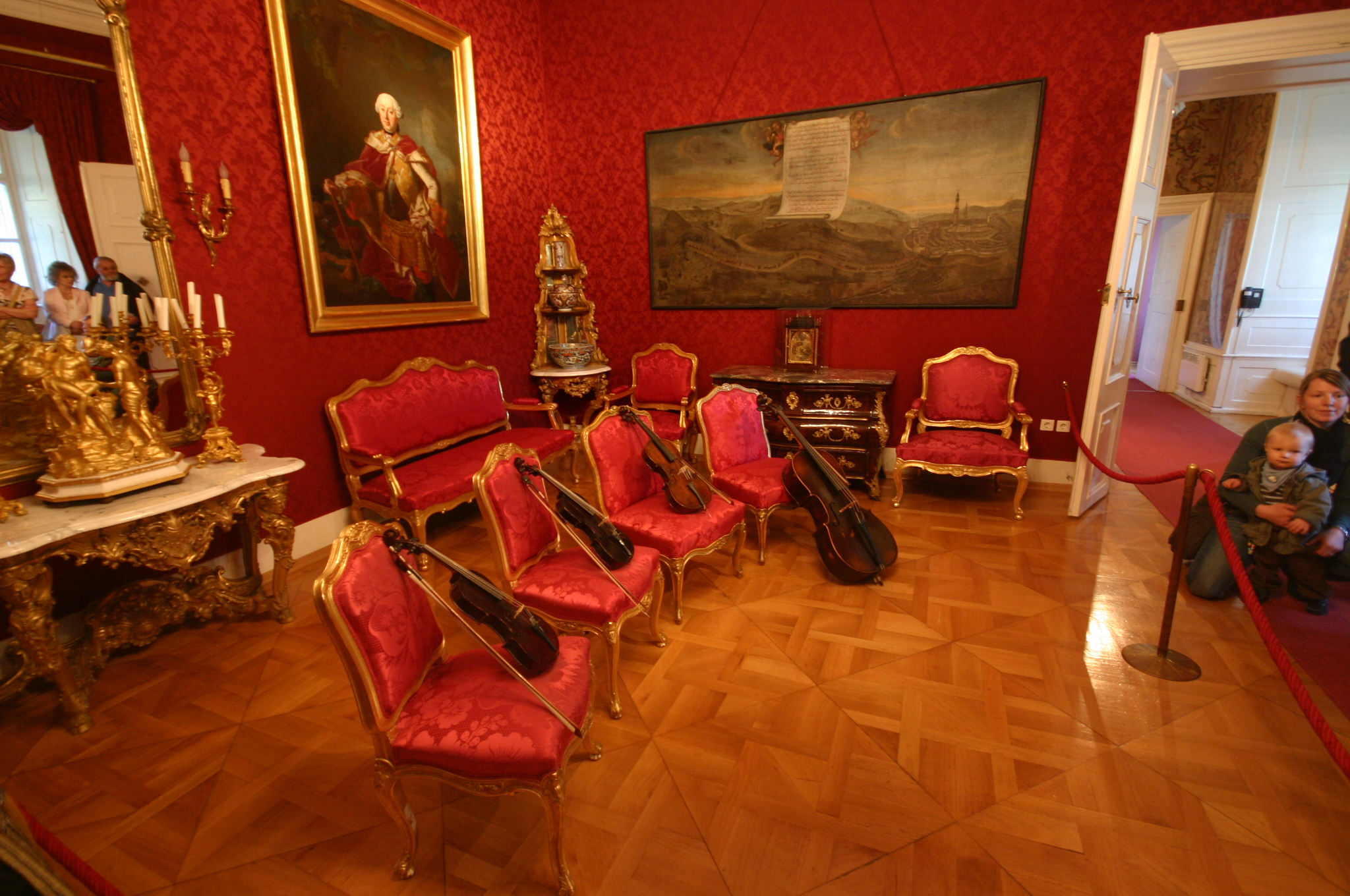
A kastély Birodalmi terme

„A’ Várnak belső ékességei olly pompások, és olly gazdag, ’s drága bútorokkal, és ritkaságokkal ékesíttettek, mellyek méltáűn Királyi lakást szolgáltatnak, ’s minden nevezetességeknek előszámlálása igen sokat kivánna. Nem lehet a’ többek között el mellőzni a’ Hertzegi igen gyönyörű Kápolnát, melly nevezetes óltárral, ’s egyéb készűletekkel, és a’ Hertzegnek pompásan fedezett Királyi forma székével díszesíttetett: nevezetesek továbbá a’ meg újjított Zála, és mulató nagy palota. A’ híd, mellyen esik a’ hertzegi kertbe való menetel, fel vonattathatik, és le ereszthetik a’ parantsolathoz képest. Valamint a’ Várnak belső igen számos drága szobáit, úgy a’ kertet is nem könnyű volna röviden elő adni csonkúlás nélkűl, olly sok féle ritkaságokat, ’s ékességekkel vagynak készűlve. Nap kelet felől való része e’ Várnak a’ Város felé, a’ nevezetes vadas kert pedig észak felé esik, ’s külömbféle gyönyörködtető ki látás esik a’ Várból, mellyet nem sok helyeken lehet fel találni. Nevezetes hertzegi külömbféle mulatságok tartattak itten 1797-dik esztendőben, a’ frantzia hadnak alkalmatosságával történt Nemesek Felülésekor; (Insurrectio) Kir. Fő Hertzeg József Nádor Ispánynak, ’s más Fő Méltóságoknak, ’s Nemes hadi Tiszteknek kedvekért; sőt F. FERENTZ Király, és a’ Királyné is jelen valának itten a’ hertzegi valóban pompás mulatságokban, mellyeknek le írásait, lásd az ez időket illető Magyar Hirmondóban. El hallgatván a’ hertzegi kertnek kisebb ékességeit emlékezetet kíván a’ mesterséges ugró kut, a’ nagy tó, és a’ szépen készűlt faragott képek, mellyek újj elevenséget szűlnek az egyéb aránt is igen gyönyörködtetőleg intézett kertnek. Díszes épűletetskéje van a’ hertzegnének is az apró marháknak készítve, ’s nem meszsze ehez a’ szép nyári mulató ház, és virágos kert.”

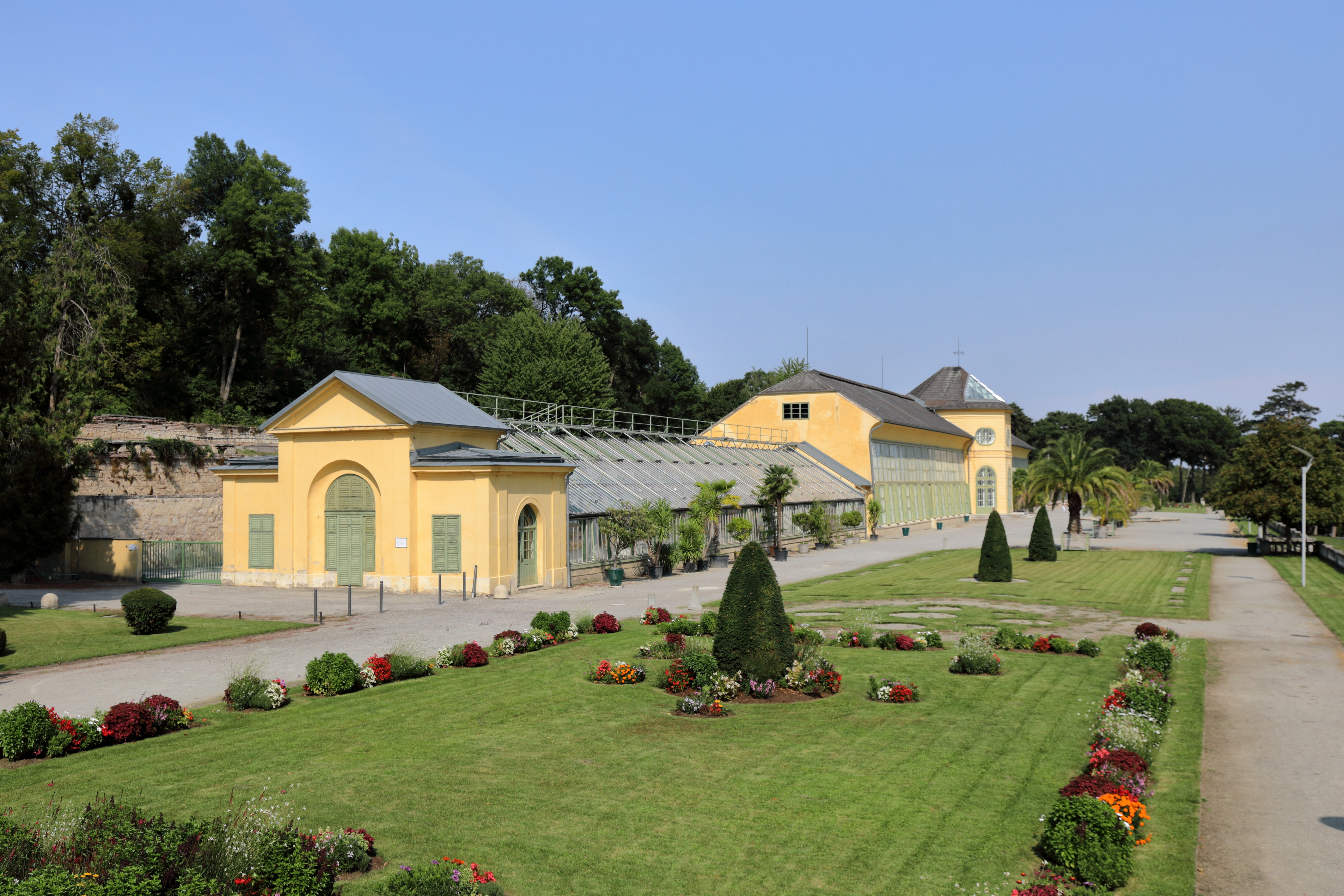
A narancsház a kastélyparkban

1809-ben a települést francia seregek szállták meg. A virágzásnak 1813-ban lett vége, amikor a hercegi udvar súlyos adósságai miatt takarékossági intézkedésekre kényszerült. A híres énekkart feloszlatták és a fényes hercegi udvartartást is fel kellett adni.
1910-ben Kismartonváraljának 164, többségben német anyanyelvű lakosa volt jelentős magyar kisebbséggel. A trianoni békeszerződésig Sopron vármegye Kismartoni járásához tartozott. 1924-óta Kismarton része.

## Nevezetességei
A barokk Eszetházy-kastély az 1660-as évektől 1683-ig épült. Teljesen sohasem fejezték be, mert az eredeti tervrajz szerint még két szárnynak kellett volna hozzá csatlakoznia. Főhomlokzatát a magyar vezérek márványba vésett mellképei díszítik. A kastéllyal szemben, a tér túlsó oldalán vannak az istállók, két nagy épület, köröskörül toszkánai oszlopokkal díszítve, belül pazarul berendezve. A kastély mögötti park fejedelmi üveg- és pálmaházai már abban a korban is ritkaságszámba mentek. A hegyi tó melletti mesterséges halmon jón oszloprenddel övezett és kupolával födött kis kerek építmény, a Leopoldina-csarnok emelkedik. Belseje egészen egyszerű, közepét a bejárattal szemben carrarai márványból faragott szobor foglalja el, amely Esterházy Mária Leopoldina hercegnőt görögös öltözékben, ülő helyzetben ábrázolja. A szobor Antonio Canova itáliai szobrász alkotása. A kastélyban levő ritkaságok közül Haydn zongoráját érdemes kiemelni. A kastély tornyában van az akkori Magyarország legnagyobb, 175 mázsás harangja, amelyet még a fraknói nagyharangból öntöttek. Roppant gazdag az Esterházyak levéltára is, csak Árpád-kori oklevélből mintegy 300-at tartanak nyilván,

## Külső hivatkozások
- Az Esterházy-kastély honlapja